# Ein Kinderspiel
Ein Kinderspiel ist ein Theaterstück in zwei Akten von Martin Walser. Es erschien erstmals 1970 im Suhrkamp Verlag und wurde 1971 unter der Regie von Alfred Kirchner in Stuttgart uraufgeführt. Das Stück handelt von einem Generationenkonflikt, im Zuge dessen zwei Geschwister als zeittypische revolutionäre Attitüde in einer Scheinrevolution den Mord an ihrem Vater planen.

## Handlung
Das Stück ist in zwei Akte unterteilt, welche sich auch inhaltlich voneinander abgrenzen lassen. Beide Akte spielen in dem Ferienhaus der Familie Spohr, um welche sich das Stück dreht.
Vater Gerold hat zwecks Generationenaussprache ein Familientreffen arrangiert, an welchem seine beiden Kinder, Asti und Bille, sowie er und seine zweite Ehefrau Irene teilhaben sollen. Im ersten Akt sind zunächst einmal nur die Geschwister Asti und Bille anwesend. Es „werden assoziativ gängige Parolen bzw. Kindheitserinnerungen bzw. Sozialisationserfahrungen aneinandergereiht und durch Rollenspiele szenisch vergegenwärtigt“. Die revolutionäre, nonkonformistische Stimmung der jüngeren Generation wird hierbei deutlich und findet ihren Höhepunkt darin, dass Asti und Bille, letztere von ihrem Bruder ermutigt, den Mord an ihrem Vater planen und dies voreinander rechtfertigen. Es wird sehr deutlich, dass die Familie der Geschwister zerrüttet zu sein scheint und alle Beteiligten hierunter zu leiden haben. Dies zeigt sich ebenfalls daran, dass die Mutter, zu der die Geschwister beide kein gutes Verhältnis hatten und die vom Vater bereits geschieden war, vor kurzem gestorben ist. Der Vater verkörpert für die Kinder nun „die ältere, verlogene, [angepasste], auf den Materialismus hin orientierte Generation, die durch ihr Benehmen, durch ihre Werte und Erziehungsmethoden die jüngere Generation entfremdet und zynisch gemacht hat.“ Am Ende des ersten Aktes tauchen Gerold und Irene auf, Asti erhebt die Pistole, jedoch geschieht, wie sich im zweiten Akt herausstellt, kein Mord. Hier findet nun eine direkte Auseinandersetzung der beiden Generationen statt. „Der Vater, taktisch versiert […], biegt die hilflose, unberatene Attacke um in künstlerische Pseudoaktionen; Film und Filmdiskussion verbraten die Revolte“. Letztlich zeigt Bille als Ausweg aus der Situation statt einer Revolution gegen Einzelpersonen den Einblick in die Strukturen des Systems auf; sie und Asti verlassen daraufhin den Schauplatz und es bleibt zu vermuten, dass Asti sich ihrem Engagement anschließen könnte – eine Konfrontation hat zwar stattgefunden, ist jedoch scheinbar ohne sichtbare Ergebnisse geblieben.

## Personen

### Asti
Asti, mit vollem Namen Sebastian, ist ein 20-jähriger junger Mann, der sich selbst als Revolutionär ansieht. Als Nonkonformist lehnt Asti jegliche autoritäre Strukturen ab. Er hat die Schule ohne Abitur beendet und verbringt seine Zeit hauptsächlich mit Herumsitzen, Nichtstun und gelegentlichen Kinobesuchen. Asti ist mit der Welt, wie sie die vorige Generation erschaffen hat, sehr unzufrieden und bringt seine Frustration in zahlreichen ausschweifenden Monologen zum Ausdruck; tut letztlich jedoch aktiv nichts, um den für ihn unbefriedigenden Zustand zu ändern. Seine ablehnende Haltung manifestiert sich auch darin, dass er aus Vorsorge vor der ihm böse erscheinenden Welt seinen Hund Pollo erschossen hat. Astis Mutter, zu der er ein problematisches Verhältnis hegte, ist vor wenigen Wochen von ihm selbst zu Tode gepflegt worden, Schuld am Tod gibt Asti teils auch dem eigenen Vater, der bereits neu verheiratet ist. Astis generelle Frustration über die Gesellschaft, sich selbst und jegliche äußere Umstände entlädt sich in einem Hass auf seinen Vater, weshalb er dessen Ermordung plant. Letztlich ist Asti jedoch auch hier nicht zum Handeln fähig.

### Bille
Bille, eigentlich Sybille, ist Astis 23-jährige Schwester. Wie er ist auch sie Nonkonformistin, allerdings erscheint sie im Vergleich zu Asti engagierter und vernünftiger zu sein, da sie sich im Gegensatz zu ihrem Bruder mit den Gegebenheiten auseinandersetzt. Bille hat studiert, schreibt jedoch aktuell ab und an Beiträge für den Rundfunk und hat wechselnde Partnerschaften. Sie lässt sich von Astis Idee, den Vater umzubringen, anstecken – „Vatermord ist sowieso was Schickes“ –  löst jedoch zum Ende hin die Situation damit auf, Asti davon zu überzeugen, „[dass] man sich Einblick in die gesellschaftlichen, wirtschaftlichen Zwänge des Kapitalismus verschaffen [muss], um Änderungen herbeiführen zu können“.

### Gerold
Gerold ist der 48-jährige Vater von Asti und Bille und bereits in zweiter Ehe verheiratet. Seine erste Ehefrau ist vor wenigen Wochen gestorben, seine neue Ehefrau, Irene, ist deutlich jünger als er selbst. Er ist Professor und Manager eines Industriekonzerns und scheinbar liberal eingestellt.

### Irene
Bei Irene handelt es sich um Gerolds zweite Ehefrau, welche mit 29 Jahren deutlich jünger ist als er selbst. Von Asti und Bille wird sie verdächtigt, Gerold zu betrügen. Sie dient im zweiten Akt des Stücks als Mittel zur Provokation gegenüber Gerold, da Asti mit ihr vor seinem Vater sexuelle Handlungen andeutet.

## Werkkontext